# まきぐも (護衛艦)
まきぐも（ローマ字：JDS Makigumo, DD-114、TV-3507）は、海上自衛隊の護衛艦。やまぐも型護衛艦の2番艦で。艦名は「刷毛で刷いたような形状の白雲」（巻雲）に由来し、同じ名を継ぐ艦艇としては旧海軍敷波型駆逐艦2番艦「巻雲」夕雲型駆逐艦2番艦「巻雲」に続いて3代目。

## 艦歴
「まきぐも」は、第2次防衛力整備計画に基づく昭和38度計画2,000トン型警備艦2202号艦として、浦賀重工業で1964年6月10日に起工され、1965年7月26日に進水、1966年3月19日に就役、同日付で第2護衛隊群隷下に新編された第21護衛隊に「やまぐも」とともに編入され、佐世保に配備された。
1977年12月1日、第21護衛隊が第3護衛隊群隷下に編成替え。
1985年、遠洋練習航海に参加。
1987年2月20日、第21護衛隊が佐世保地方隊隷下に編成替え。
1991年6月20日、練習艦に種別変更され、艦籍番号がTV-3507に変更。練習艦隊第1練習隊に編入され、定係港が呉に転籍。なお、練習艦への改造工事は同年6月28日から10月24日の間で行われ、アスロック弾庫を実習員講堂（36名収容）に、士官寝室の一部が女性自衛官用（14名）に改造された。
1995年8月1日、除籍。

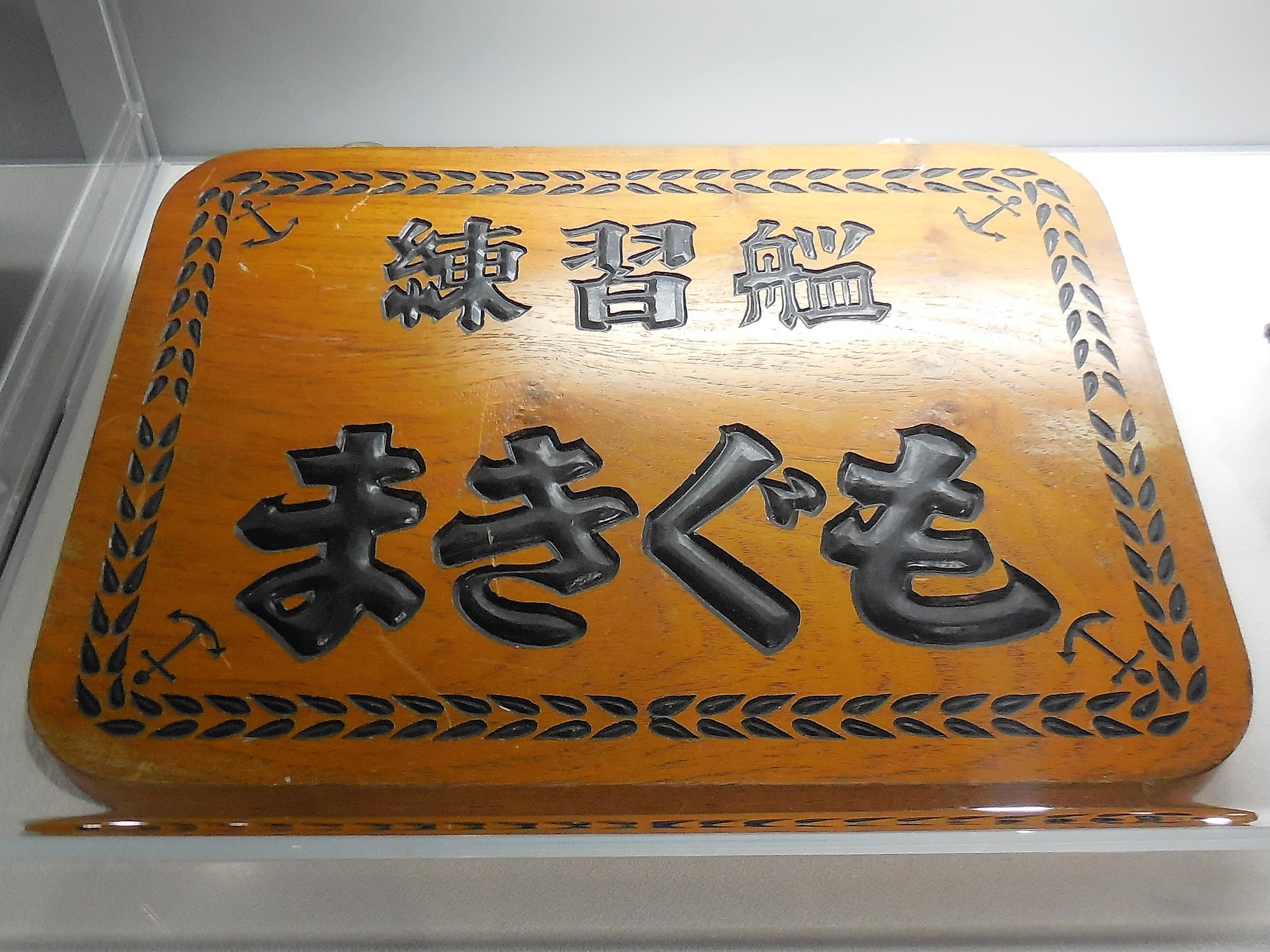
銘板
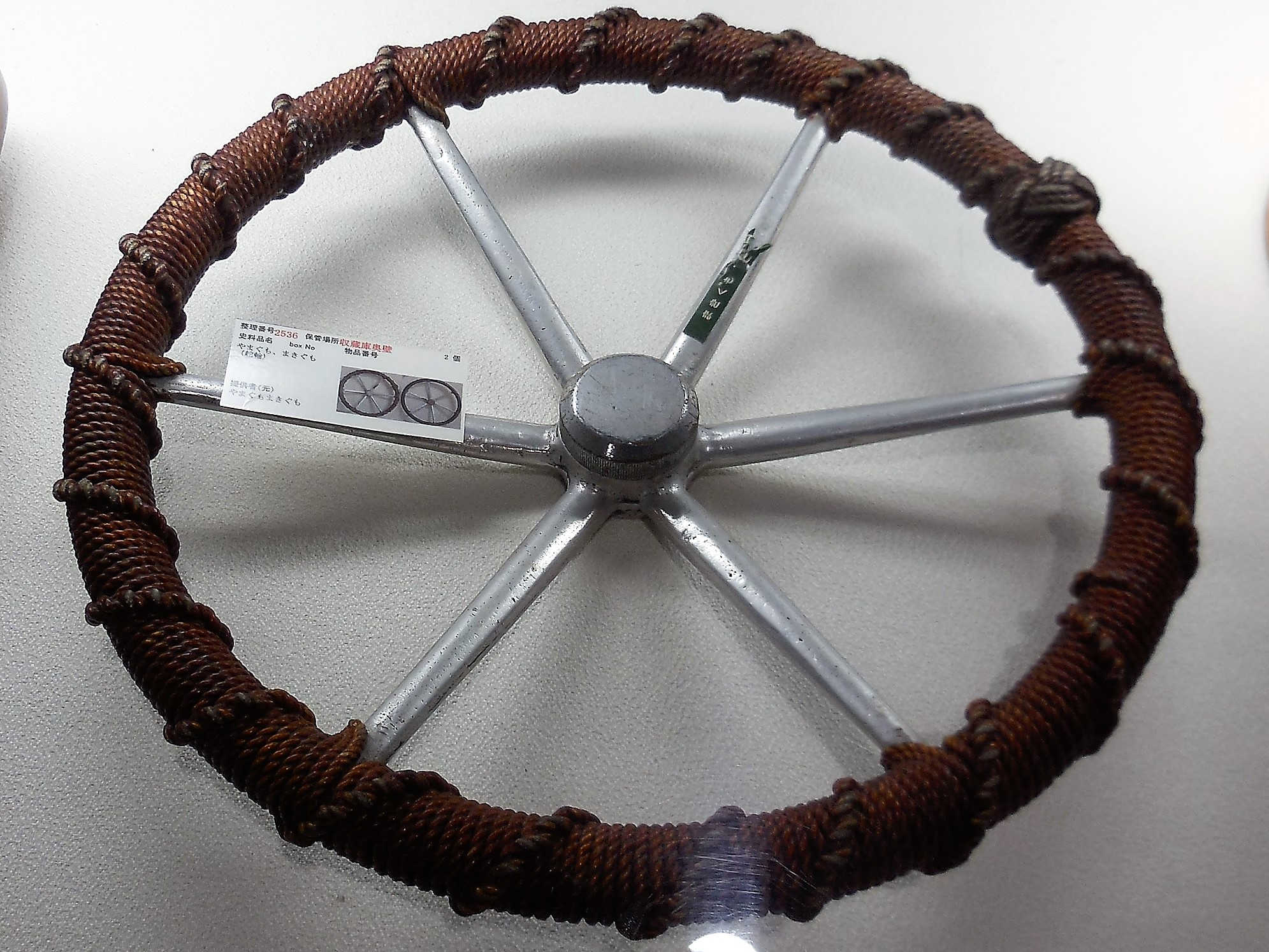
舵輪
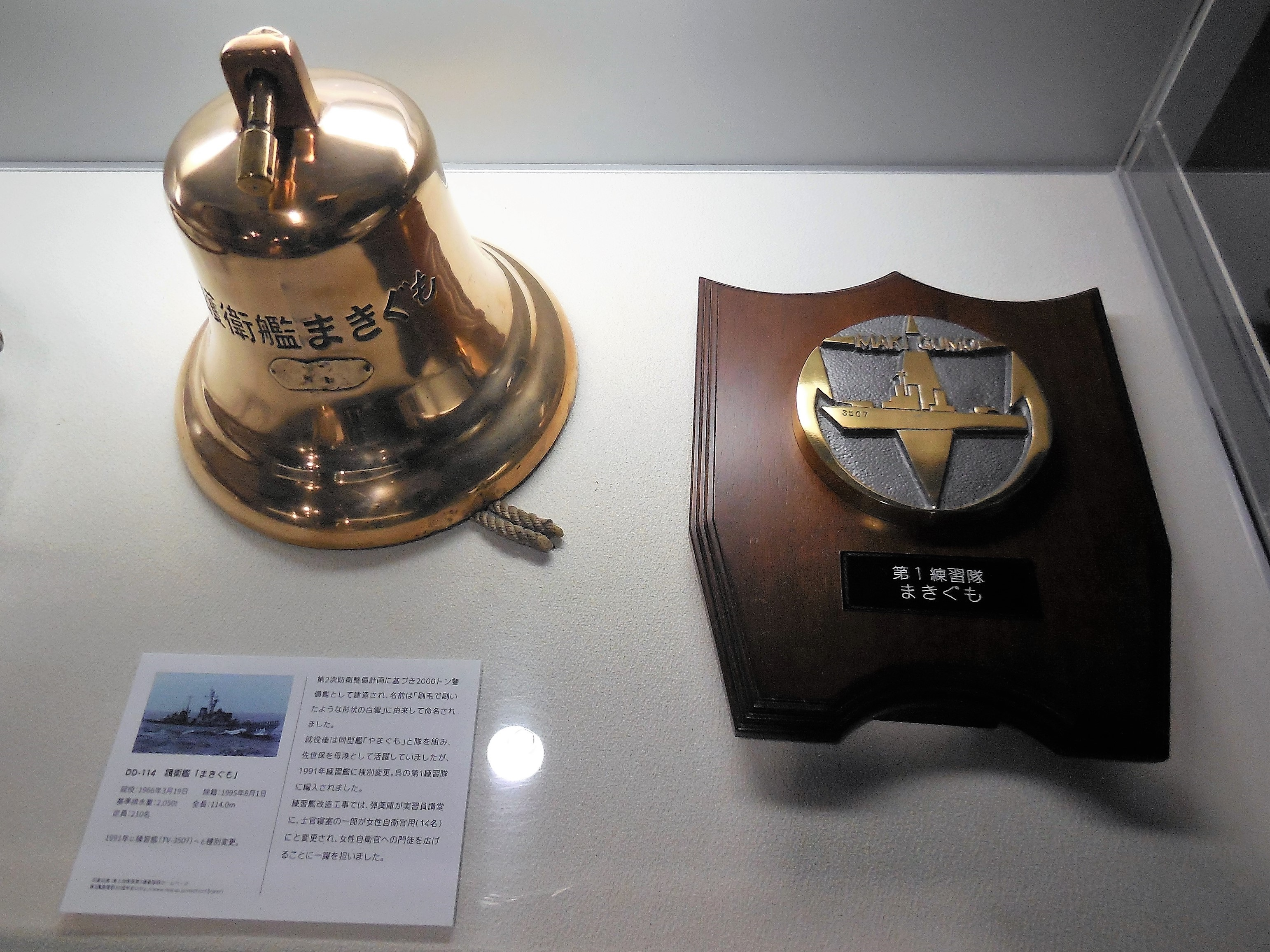
号鐘と記念盾